# Cotton Club (film)
Pour l’article homonyme, voir Cotton Club.
Pour plus de détails, voir Fiche technique et Distribution.
Cotton Club (The Cotton Club) est un film musical américain réalisé par Francis Ford Coppola, sorti en 1984. C'est une fiction fortement inspirée par l'histoire du véritable Cotton Club, salle de spectacle à Harlem, et de personnages ayant réellement existé.
Le film connait d'importants dépassements de budget et est un échec commercial. Il est malgré tout plutôt bien accueilli par la presse et nommé aux Oscars et aux Golden Globes.

## Synopsis
En 1928, la prohibition a engendré une vague de violence qui a déferlé sur les États-Unis. À New York, le gangster Owney Madden est propriétaire du Cotton Club et le dirige avec son bras droit, Frenchy. Il s'agit d'un club de jazz où la plupart des artistes sont noirs mais où tous les clients sont blancs.
Dans ce cabaret, la pègre, les politiciens et les vedettes du moment goûtent aux plaisirs interdits. Un trompettiste blanc, Dixie Dwyer, est engagé avec son frère Vincent. Dixie se lie par ailleurs avec un danseur noir. Pour faire décoller sa carrière, Dixie se rapproche de gangsters. Il va alors tomber amoureux de la petite amie de Dutch Schultz, un chef de gang.

## Fiche technique
Sauf indication contraire, les informations mentionnées dans cette section peuvent être confirmées par la base de données cinématographiques IMDb,  présente dans la section « Liens externes ».
- Titre : Cotton Club
- Titre original : The Cotton Club
- Réalisation : Francis Ford Coppola
- Scénario : William Kennedy, d'après une histoire de William Kennedy, Francis Ford Coppola et Mario Puzo, en partie inspirée par le livre illustré The Cotton Club de Jim Haskins
- Musique : John Barry
- Photographie : Stephen Goldblatt
- Montage : Robert Q. Lovett et Barry Malkin
- Décors : Richard Sylbert
- Costumes : Milena Canonero
- Production : Robert Evans

Production délégué : Joey Cusumano et Dyson Lovell
Producteurs exécutifs : Barrie M. Osborne
Productrice associée : Melissa Prophet
Coproducteurs : Fred Roos et Sylvio Tabet
- Sociétés de production : Zoetrope Studios, PSO International et Totally Independent
- Société de distribution : Orion Pictures
- Budget : 58 000 000 USD[2]
- Pays de production : États-Unis
- Langue originale : anglais
- Format : couleur (Technicolor) - 1,85:1 - 35 mm et 70 mm
- Genre : Drame, film musical et historique
- Durée : 127 minutes, 139 minutes (version director's cut)
- Dates de sortie :
  - États-Unis : 10 décembre 1984 (avant-première mondiale à New York)
  - États-Unis : 14 décembre 1984
  - France : 2 janvier 1985

## Distribution
- Richard Gere (VF : Lambert Wilson) : Michael « Dixie » Dwyer (partiellement inspiré par George Raft[3])
- Gregory Hines (VF : Emmanuel Gomès Dekset) : Delbert « Sandman » Williams
- Diane Lane (VF : Martine Irzenski) : Vera Cicero
- Lonette McKee (VF : Ginette Pigeon) : Lila Rose Oliver
- Bob Hoskins (VF : Marc De Georgi) : Owney Madden
- James Remar (VF : Patrick Floersheim) : Dutch Schultz
- Nicolas Cage (VF : Dominique Collignon-Maurin) : Vincent Dwyer (inspiré par Mad Dog Coll)
- Allen Garfield (VF : Serge Lhorca) : Abbadabba Berman
- Fred Gwynne (VF : Henry Djanik) : Frenchy DeMange
- Gwen Verdon (VF : Nelly Vignon) : Tish Dwyer
- Lisa Jane Persky (VF : Anne Rochant) : Frances Flegenheimer
- Maurice Hines : Clay Williams
- Julian Beck (VF : René Bériard) : Sol Weinstein
- Novella Nelson (VF : Claude Chantal) : Madame St. Clair
- Laurence Fishburne (VF : Med Hondo) : Bumpy Rhodes (inspiré par Ellsworth « Bumpy » Johnson[3])
- John P. Ryan (VF : Marc Cassot) : Joe Flynn
- Tom Waits (VF : Jean-Pierre Leroux) : Irving Starck[4]
- Jennifer Grey (VF : Dorothée Jemma) : Patsy Dwyer
- Wynona Smith : Winnie Williams
- Thelma Carpenter (en) : Norma Williams
- Larry Marshall : Cab Calloway
- Joe Dallesandro (VF : Albert Augier) : Charles « Lucky » Luciano
- Ed O'Ross (VF : Richard Darbois) : Monk
- Diane Venora (VF : Marion Loran) : Gloria Swanson
- Tucker Smallwood : Kid Griffin
- Woody Strode (VF : Claude D'Yd) : Holmes
- Bill Graham : J.W.
- Dayton Allen : Solly
- James Russo : Vince Hood
- Giancarlo Esposito : Bumpy Hood
- Bill Cobbs : Big Joe Ison
- Zane Mark : Duke Ellington
- Paul Herman : un policier
- Gregory Rozakis : Charlie Chaplin
- Robert Earl Jones : Stage Door Joe
- Vincent Jerosa : James Cagney
- Rosalind Harris : Fanny Brice
- Sofia Coppola : une enfant dans la rue
- Jimmy Slyde : un danseur de claquettes
- Henry LeTang : un danseur de claquettes
- Jackée Harry : une danseuse
- Valarie Pettiford : une danseuse
- Mario Van Peebles : un danseur
- Cliff Smalls (caméo)

## Production

### Genèse et développement
Le scénario est partiellement basé sur un livre illustré de James Haskins publié en 1977. Le producteur Robert Evans souhaite initialement réaliser le film. Producteur du Parrain (1972), il engage Mario Puzo comme scénariste. Evans engage ensuite l'écrivain et journaliste William J. Kennedy et Francis Ford Coppola, pour retravailler le script. Environ 20 versions du script seront écrites. William J. Kennedy sera le seul crédité comme scénariste au générique — William J. Kennedy, Francis Ford Coppola et Mario Puzo sont crédités comme auteurs de l'histoire d'origine.
Finalement, Robert Evans abandonne la réalisation à la dernière minute et la confie à Francis Ford Coppola. Ce dernier souhaite faire ce film après l'important échec financier de Coup de cœur (1982), autre film musical.

### Attribution des rôles
Sylvester Stallone est le premier choix pour incarner Dixie, mais il aurait refusé en apprenant que sa compagne d'alors avait eu une liaison avec le producteur du film Robert Evans. Francis Ford Coppola voulait quant à lui Matt Dillon, qu'il avait déjà dirigé auparavant. C'est finalement Richard Gere qui incarne Dixie.
Lorsque Francis Ford Coppola contacte Bob Hoskins par téléphone, l'acteur croit à une blague. Il répond « Yeah, and this is Henry the fucking Eighth » (« Ouais, et c'est le putain de Henri VIII ») et raccroche.
Selon Robert Evans, Richard Pryor devait incarner Sandman Williams. Cependant, le budget du film ne permettait d'assumer son salaire.
Le rôle de Vera Cicero est initialement prévu pour Brooke Shields, mais elle préfère se concentrer sur ses études à Princeton. Sigourney Weaver refuse quant à elle le rôle de Lila Rose Oliver. Par ailleurs, Robert Evans voulait engager son ami Alain Delon pour incarner Lucky Luciano, finalement confié à Joe Dallesandro.

### Tournage
Le tournage a lieu à New York, principalement à Manhattan (Kaufman Astoria Studios, Broadway, Park Avenue, Central Park, Grand Central Terminal, Plaza Hotel) ainsi qu'à Brooklyn et dans le Queens.
Le tournage est marqué par divers évènements. Les relations sont très tendues entre Francis Ford Coppola et le producteur. Ce dernier sera même banni du plateau par le réalisateur. Coppola entretient également des rapports tendus avec l'acteur principal, Richard Gere. De plus, le tournage s'éternise et le script change quasiment chaque jour. Francis Ford Coppola improvise beaucoup et ne tourne parfois aucun plan utilisable. Les coûts de production sont colossaux, environ 250 000 $ par jour, avec de nombreux techniciens engagés.

## Bande originale
La musique du film est composée par John Barry. L'album contient également des compositions jazz de Duke Ellington ou encore Cab Calloway. L'album remporte le Grammy Award for Best Large Jazz Ensemble Album en 1986.

### Liste des titres
| 1.    | The Mooche                               | Duke Ellington, Irving Mills        | 3:29 |
| 2.    | Cotton Club Stomp #2                     | Ellington, Mills, Mitchell Parish   | 2:40 |
| 3.    | Drop Me Off in Harlem                    | Ellington, Nick Kenny               | 3:03 |
| 4.    | Creole Love Call                         | Ellington                           | 3:01 |
| 5.    | Ring Dem Bells                           | Ellington, Mills                    | 2:46 |
| 6.    | East St. Louis Toodle-Oo                 | Ellington, Bubber Miley             | 3:20 |
| 7.    | Truckin'                                 | Rube Bloom, Ted Koehler             | 2:00 |
| 8.    | Ill Wind                                 | Harold Arlen, Koehler               | 2:17 |
| 9.    | Cotton Club Stomp #1                     | Ellington, Harry Carney, John Hodge | 2:49 |
| 10.   | Mood Indigo                              | Ellington, Mills, Barney Bigard     | 3:34 |
| 11.   | Minnie the Moocher                       | Cab Calloway, Mills                 | 3:07 |
| 12.   | Copper Colored Gal                       | J. Fred Coots, Benny Davis          | 1:15 |
| 13.   | Dixie Kidnaps Vera                       | John Barry                          | 2:37 |
| 14.   | The Depression Hits / Best Beats Sandman | Barry                               | 2:42 |
| 15.   | Daybreak Express Medley                  | Barry                               | 3:43 |
| 42:58 |                                          |                                     |      |

### Crédits
- John Barry : compositeur et chef d'orchestre
- Bob Wilber : chef d'orchestre, saxophone alto et soprano, clarinette
- Frank Wess : saxophone alto, soprano et baryton, clarinette
- Chuck Wilson : saxophone alto et soprano, clarinette
- Lawrence Feldman : saxophone alto et soprano, clarinette
- Joe Temperley : saxophone alto et bariton, clarinette basse
- Dave Brown : trompette, chant
- Marky Markowitz : trompette
- Randy Sandke : trompette
- Lew Soloff : trompette
- Dan Barrett : trombone, trombone à valve
- Joel Helleny : trombone
- Britt Woodman : trombone
- Tony Price : tuba
- Bob Stewart : tuba
- Mark Shane : piano
- John Goldsby : guitare basse
- Mike Peters : guitare, banjo
- Chuck Riggs : percussions
- Brian Brake : percussions
- Dave Samuels, Danny Druckman, Gordon Gottlieb, Ronnie Zito : percussions
- Priscilla Baskerville : chant sur Creole Love Call[7]

## Accueil

### Critique
Le film reçoit des critiques globalement positives. Sur l'agrégateur américain Rotten Tomatoes, il récolte 76% d'opinions favorables pour 29 critiques et une note moyenne de 6,46⁄10. Sur Metacritic, il obtient une note moyenne de 68⁄100 pour 14 critiques.
Les célèbres critiques américains Gene Siskel et Roger Ebert classent tous deux le film dans leur top de 1984.
Sur le site de la chaîne Arte, on peut notamment lire « Sans parvenir à égaler les œuvres magistrales du cinéaste, Cotton Club prend comme prétexte l'univers du film noir et de la comédie musicale à costumes pour offrir une mise en abyme sur le monde du spectacle et du cinéma, et narre avec beaucoup de brio la chute d’un caïd, les coulisses du show business et l’histoire d’amour de deux couples » ou encore « Malgré les nombreux incidents qui parsemèrent le tournage et la lourdeur du projet, Coppola transforme Cotton Club en autre chose qu’un film de producteur ou un simple divertissement décoratif grâce à son talent de conteur et de directeur d’acteurs et parvient à insuffler au résultat ses idées de mises en scène, notamment la séquence de meurtre en montage alterné qui renvoie à celles du Parrain et de Apocalypse Now ».
Sur le site DVD Classik, on peut notamment lire « En dépit de ces scènes réellement émouvantes, il faut avouer que Cotton Club est une œuvre trop "froide" pour plaire au grand public. Le ton particulier du film, si ce n'est son malaise, vient du contraste volontaire entre l’euphorie des numéros et l’enfermement que ressentent tous les personnages [...] Une chose est certaine toutefois : si Cotton Club était signé par un réalisateur inconnu, la critique crierait au génie, à la virtuosité suprême ».

### Box-office
Malgré des critiques globalement positives, Cotton Club est un échec au box-office. Aux États-Unis et au Canada, le film ne récolte que 25 928 721 $, pour un budget de production estimé à 58 millions de dollars. En France, il attire tout de même 1 639 038 spectateurs en salles, soit le 26e meilleur résultat au box-office français de 1985.

## Distinctions

### Récompenses
- British Academy Film Awards 1986 : meilleurs costumes[13]
- Grammy Awards 1986 : meilleur album de grand ensemble de jazz

### Nominations
- Oscars 1985 : meilleurs décors et direction artistique et meilleur montage et meilleur réalisateur
- Golden Globes 1985 : meilleur film dramatique et
- Razzie Awards 1985 : pire second rôle féminin pour Diane Lane (également pour Les Rues de feu)
- British Academy Film Awards 1986 : meilleur son
- Motion Picture Sound Editors Awards 1985 : meilleur montage d'effets sonores
- Japan Academy Prize 1986 : meilleur film en langue étrangère

## Problèmes financiers et juridiques
Le tournage a dépassé le budget de loin et a pris fin avec la faillite du producteur. Il a été suivi par un litige opposant le réalisateur et le producteur ;
Pour produire le film, Robert Evans s'associe notamment avec le promoteur Roy Radin (en). Ce dernier est retrouvé mort en juin 1983 (il aurait été tué le 10 mai). S'il n'est pas suspecté, le producteur est interrogé pour les liens avec la victime, qui lui aurait été présentée par une trafiquante de drogues nommée Karen Greenberger (parfois Lanie Jacobs) qui est jugée comme étant commanditaire du meurtre,. De plus, le film fera longtemps parler de lui pour son financement par des personnalités comme le vendeur d'armes Adnan Khashoggi.
Victor L. Sayyah poursuit en justice les investisseurs Edward Doumani et Fred Doumani, leur avocat David Hurwitz, le producteur Robert Evans et Orion Pictures pour fraude et rupture abusive de contrat. Victor L. Sayyah avait investi 5 millions de dollars dans le film. Par ailleurs, Robert Evans poursuivra à son tour les frères Doumani, Francis Ford Coppola et Orion Pictures. Robert Evans et Francis Ford Coppola se reprochent mutuellement la responsabilité des dépassements budgétaires du film.

## Versiondirector's cut
En 2015, Francis Ford Coppola retrouve une vieille copie Betamax de son montage initial, plus long de 25 minutes que la version sortie en salles. Entre 2015 et 2017, il dépense près de 500 000 $ pour faire lui-même restaurer la bande. Cette version, intitulée The Cotton Club: Encore, dure 139 minutes. Elle est présentée au festival du film de Telluride en septembre 2017. Lionsgate sort le film en salles, puis en vidéo fin 2019.
The Film Stage donne à cette nouvelle version la note A-, alors que Rolling Stone la décrit comme « enrichissante »,.